# 158 km (Kazachstan)
158 km (kaz. 158 км, ros. 158 км) – przystanek kolejowy w miejscowości Kajnar, w rejonie Ałaköl, w obwodzie żetysuskim, w Kazachstanie. Położony jest na linii Aktogaj - Urumczi, na trasie Nowego Jedwabnego Szlaku.
Przystanek powstał w niepodległym Kazachstanie. 